# Horbów-Kolonia
Horbów-Kolonia – wieś w Polsce położona w województwie lubelskim, w powiecie bialskim, w gminie Zalesie.
| SIMC    | Nazwa   | Rodzaj  |
| ------- | ------- | ------- |
| 0022817 | Popówka | kolonia |

W latach 1975–1998 miejscowość administracyjnie należała do województwa bialskopodlaskiego.
Wieś jest sołectwem w gminie Zalesie. Według Narodowego Spisu Powszechnego z roku 2011 wieś liczyła 192 mieszkańców.
Wierni Kościoła rzymskokatolickiego należą do parafii Przemienienia Pańskiego w Horbowie.